# Visconde de Morais Sarmento
Visconde de Morais Sarmento é um título nobiliárquico criado por D. Luís I de Portugal, por Decreto de 12 de Outubro de 1871, em favor de Tomás Inácio de Morais Sarmento.
Titulares
1. Tomás Inácio de Morais Sarmento, 1.º Visconde de Morais Sarmento;
2. Jorge Alberto de Morais Sarmento, 2.º Visconde do Banho.